# Rochelia mirheydari
Rochelia mirheydari är en strävbladig växtart som beskrevs av H. Riedl och Esfand. Rochelia mirheydari ingår i släktet Rochelia och familjen strävbladiga växter. Inga underarter finns listade i Catalogue of Life.